# کیروفسک آپاتیتی
کیروفسک آپاتیتی (به روسی :Аэропорт Кировск Апатиты) فرودگاهی نظامی واقع در آپاتیتی در کشور روسیه است که توسط JSC Aeroport اداره می‌شود.